# Comisión Corográfica
La Comisión Corográfica fue un proyecto científico impulsado por el gobierno de la República de la Nueva Granada (hoy Colombia) y encargado en 1850 al ingeniero militar italiano Agustín Codazzi. La Comisión tenía como objetivo hacer una descripción completa de la Nueva Granada y levantar una carta general y un mapa corográfico de cada provincia con los correspondientes itinerarios y descripciones particulares. Sin embargo, también estaba cruzada por intereses económicos como la búsqueda y reconocimiento de riquezas naturales, la construcción de vías de comunicación, el impulso del comercio internacional y el fomento de la inmigración e inversión extranjera. En ese sentido, existían también intereses políticos en la construcción de un imaginario nacional, la exaltación de lo mestizo y una representación jerarquizada de una democracia racial. La comisión constó de dos etapas: la primera entre 1850 y 1859, dirigida por Agustín Codazzi, y la segunda entre 1860 y 1862 por Manuel Ponce de León.

## Contexto de la Comisión
El proyecto de la Comisión Corográfica se desarrolló en una era tumultuosa de la Nueva Granada. En primera medida, se está gestando la división definitiva entre el Partido Liberal Colombiano y Partido Conservador Colombiano. Precisamente, el proyecto está en un contexto de guerra y polémicas entre diferentes proyectos de nación. Por esto, en el periodo de la Comisión se desarrollaron tres guerras y tres nuevas constituciones. Lo que hacía más complejo el trabajo de la cartografía político administrativa de la Comisión Corográfica.
De la misma manera, durante la conformación de la Comisión los que controlaban el gobierno eran los liberales radicales influenciados por las Revoluciones de 1848 y el socialismo utópico francés. De tal modo que se encuentra en lo que Sánchez llama la Revolución del Medio Siglo donde se impulsaron varias reformas como: la expansión del sufragio, la abolición de la esclavitud, la abolición del diezmo, la supresión de los derechos eclesiásticos, la división entre Iglesia y Estado, la expulsión de los jesuitas, la disolución de los resguardos, y la libertad de industria y comercio.
Igualmente, la Comisión Corográfica estaba fuertemente influenciada por los trabajos de la Expedición Botánica de finales del siglo XVIII y principios del XIX. Así mismo, los trabajos personales realizados por el intelectual payanés Francisco José de Caldas. Además, se destaca el importante trabajo realizado por el científico prusiano Alexander Von Humboldt quien a principios del siglo XIX viajó al Virreinato de la Nueva Granada e hizo importantes aportes por la construcción de bases cartográficas de la entonces colonia para inscribirla en su proyecto de una geografía universal.

## Ideales e intereses de la Comisión
Es necesario reconocer que este proyecto resultó ser una empresa colosal y una de las más importantes en América Latina durante el siglo XIX. De la misma manera, se debe pensar que los objetivos de la Comisión Corográfica no fueron solamente cartográficos, sino también toda una construcción de conocimiento respecto al territorio y sus habitantes. Por otro lado, como bien lo caracteriza Sánchez, la Comisión Corográfica fue un "proyecto nacional" en el cual los dirigentes de ambos partidos confluyeron en los intereses sobre cómo imaginar una nación.
El trabajo que le fue encargado a la Comisión giró en torno a sentar las bases de la prosperidad de la Nueva Granada. Esto se demuestra con la descripción de los objetivos que el gobierno les impuso a los investigadores donde se les pide hacer "una obra acompañada de diseños describiendo la expedición geográfica en sus marchas y aventuras, las costumbres, las razas en que se divide la población, los monumentos antiguos y curiosidades naturales, y todas las circunstancias dignas de mencionarse". Así mismo, se pedía especificar los "tipos" de población que habitaban cada provincia que no podían ser menos de dos. Igualmente, debían caracterizar las plantas que encontraran y resaltar su utilidad comercial.
Otro de los objetivos más importantes era la construcción de mapas, desde una postura científica, que representara verazmente el territorio de la nación. Todo esto encaminado a crear el territorio nacional y un sentido de nacionalidad del territorio. Sin embargo, a pesar de ser un objetivo, en el plano real las finanzas del país eran sumamente precarias lo que impedía una gran inyección de capital para la Comisión. Así mismo, por las constantes contiendas políticas, guerras y la creación recurrente de nuevas provincias se hacía complicado mantener un solo mapa. Por esto, las cartografías nacionales tenían que ser modificadas constantemente.
De la misma forma, esta información debía ser usada para gobernar los territorios, lograr el desarrollo económico y publicitar al país en el exterior, todo desde una perspectiva científica. Aunque, en realidad, las dificultades a las que se enfrentaron los actores de la Comisión fueron muy grandes. Por esto, mucha de la información que obtenían estaba basada en fuentes de segunda mano de los habitantes de la región y en estimados aproximados construidos a partir de observaciones y medidas personales. Así mismo, a pesar de que quiera parecer como una empresa absolutamente científica, en realidad, el conocimiento del territorio era guiado por los nativos de cada espacio que visitaban. Igualmente, la Comisión fue un producto colectivo en donde participó un gran grupo de personas donde no todos eran científicos.

## Conformación de la Comisión
Después de la independencia, y más exactamente después de la disolución de la Gran Colombia, la geografía de la Nueva Granada era prácticamente desconocida por sus gobernantes y particularmente por sus habitantes. Para darle una solución a esta problemática el Congreso de la República dictaminó una ley en 1839 por medio de la cual se ordenaba contratar a varios ingenieros y geógrafos que realizaran la descripción completa del país, y levantaran no solamente un mapa general de la nación sino de cada una de las provincias que la componían. De hecho, el diccionario de la lengua española define corografía como la "descripción de un país, de una región o de una provincia".
Entre 1845 y 1849 Tomás Cipriano de Mosquera, entonces Presidente de la República, dispuso las bases administrativas e institucionales para llevar a cabo la empresa científica que supondría la Comisión Corográfica. Al enterarse de que Agustín Codazzi había salido al exilio desde Venezuela en 1849, Mosquera se puso inmediatamente en contacto con él. A partir de las reuniones celebradas entre ambos nació la idea de realizar un trabajo similar al que Codazzi había hecho en Venezuela, pero de mayores proporciones, que no solo incluyera descripción física y política del territorio neogranadino, sino de sus gentes, sus recursos, su infraestructura y su economía.
Mosquera si bien acabó su periodo presidencial a tan sólo unos meses de su encuentro con Codazzi, le recomendó a su sucesor José Hilario López celebrar un contrato para llevar a cabo tal la empresa. En el acuerdo celebrado entre los gobiernos de la Nueva Granada y Codazzi (1849) se contemplaron la realización de tres tareas fundamentales: primero, la corografía del territorio nacional, segundo, la construcción de las cartas cantonales y provinciales, y tercero, la descripción de itinerarios militares; también se le entregaron a Codazzi un sextante, un horizonte artificial, dos barómetros, dos cronómetros, un teodolito, un nivel de anteojo, dos termómetros, una aguja pequeña, un nivel pequeño y un higrómetro.
Dado que la Comisión era un proyecto interdisciplinario, posteriormente se realizaron contratos con otros expertos en cada una de las temáticas que se pretendieron abordar durante la empresa corográfica; de este modo Agustín Codazzi asumió la dirección de la Comisión Corográfica, encargado fundamentalmente de la parte geográfica y cartográfica; Manuel Ancízar, secretario de la Comisión, tenía a su cargo las descripciones geográficas y en especial los aspectos de la vida social y cultural del país; fue reemplazado a partir de 1852 por Santiago Pérez en funciones y cargo; José Jerónimo Triana fue nombrado para hacer los estudios de la flora y fauna de las regiones visitadas; Carmelo Fernández, Enrique Price y Manuel María Paz, sucesivamente, fueron los dibujantes y cartógrafos de la Comisión; con la muerte de Codazzi en 1859 Felipe Pérez asumió la publicación de la Geografía General del país, y Manuel Ponce de León, la recolección y publicación de los informes y mapas de la Comisión.
Como productos de la Comisión entre 1850 y 1859 está el hecho que recorrieron 12000 kilómetros de los Andes, las costas del Pacífico y del Atlántico, el Istmo de Panamá y los Llanos Orientales. De igual manera, 130 mapas manuscritos e impresos, aproximadamente 2000 láminas construidas a partir de los viajes de la expedición y diferentes relatos de carácter etnográfico incluidos en la obra de Manuel Ancízar.

## La Comisión Corográfica y la construcción de Nación

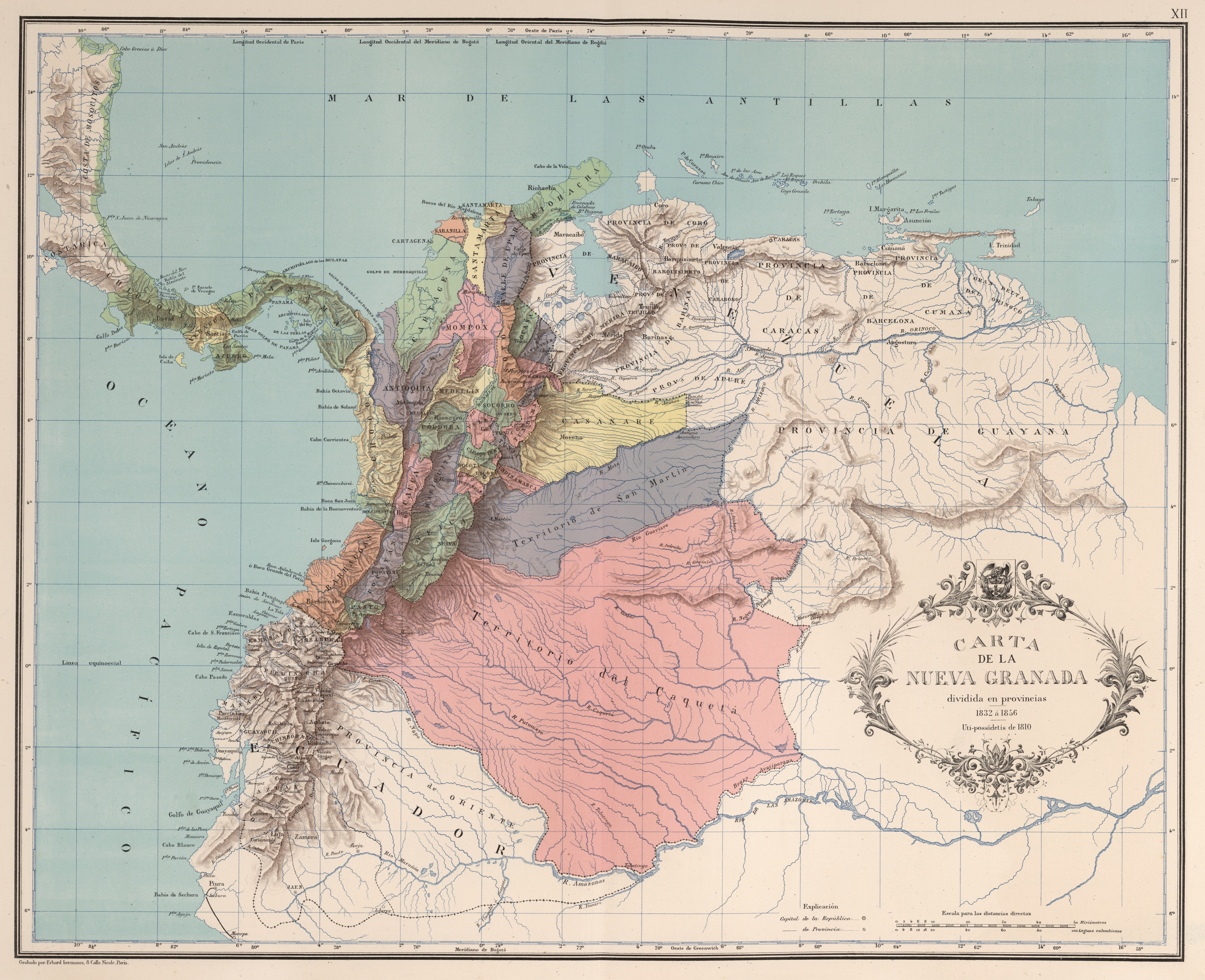
Mapa de la Nueva Granada en 1851.

### Un país de regiones
La historiadora estadounidense Nancy Appelbaum sostiene una tesis que considera que la Nación colombiana se construyó como un "país de regiones". Por esta razón la Comisión Corográfica, como un espacio donde se representa la Nación, respondía a las necesidades de un proyecto nacional descentralizado. Precisamente, las personas que componían este proyecto eran activamente federalistas. En las producciones de la Comisión, la diversidad es un punto central. Sin embargo, esta diversidad siempre está encuadrada dentro del marco mismo de una nación más grande. De la misma forma, los trabajos de esta investigación colaboraron a consolidar unos fuertes estereotipos regionales y la identidad del colombiano. Igualmente, se trató al territorio y a los habitantes como partes diversas, pero unificadas. Por esto, se utilizaron las mismas categorías de análisis para todas las provincias. En otras palabras, el trabajo de la Comisión fue la oportunidad para que sectores de la población reconocieran su patria.
En ese mismo sentido, en los trabajos de la Comisión se encuentran diferentes elementos que se hacen partícipes en la construcción del imaginario de Nación. Primero, hay una constante representación emocionada del paisaje, mostrada por los relatos de Manuel Ancízar y por varias láminas sobre la naturaleza. Precisamente, estos artefactos buscan despertar sentimientos de identidad con los territorios que representan. Tanto en los relatos como en las láminas, tratan de resaltar la variedad de climas, la exuberancia en la fauna y flora y la índole diversa de los pobladores. En cierto sentido, se veía la variedad natural como riqueza.
Otro aspecto presente en los trabajos de la Comisión es la idealización del pasado como nostalgia. Es decir, como una pérdida o un componente negado de una identidad que fue cortada por el yugo español. Por esto, en los relatos y láminas se relaciona a la colonia como un periodo oscuro de la historia de la Nación y se relacionaba con la barbarie de la inquisición. Así, se retrata el pasado prehispánico como ideal y el verdadero origen de la nacionalidad. En cierto sentido, está presente una reivindicación indigenista del pasado. Por esta razón se crearon las láminas e investigaciones sobre espacios arqueológicos y asentamientos indígenas. Del mismo modo, se ve al proceso de independencia como una gran cruzada liberadora de las cadenas del oscuro pasado colonial.

### "Tipos" humanos y jerarquías naturales
Uno de los objetivos más importantes de la Comisión, era construir una clasificación de los "tipos" humanos que componían cada provincia. Así mismo, la constitución de "tipos" se refiere a la determinación de las formas raciales arquetípicas de una región. Igualmente, representando procesos jerarquizados donde unos tipos son superiores a otros. Precisamente, esto está relacionado con una construcción de nación de carácter racializado donde la diversidad era el centro del discurso federalista.
Se debe aclarar que los "tipos" raciales se construían a través de las características morales que arquetípicamente se le otorgaban a cada uno de los pobladores. Generalmente, resaltando que ciertos "tipos" eran más apropiados para la construcción de una nación civilizada. De la misma manera, los trabajos que resultaron de esta investigación tenían como objetivo resaltar la constitución futura de una raza homogénea y medianera, con características morales propias para el trabajo productivo que deseaba la nación. Por esto, se debe pensar que cualquier forma de pensar la nación como proyecto político debía estar acompañada de un proyecto moral para la población. El objetivo de este proyecto nacional estaba en la absorción de la raza indígena y negra por parte de la europea. De ahí que la mezcla racial se presentara como un proceso moralizador y civilizador que abría la posibilidad de integrar poblaciones y territorios disgregados. En resumen, el interés de la Comisión estaba en "hacer vivir a las poblaciones medianeras y dejar morir a las poblaciones cuyos vicios morales y taras raciales las trasformaba en lastres para el organismo nacional".
Todas estas formas de tipificación están enclaustradas en los intereses de la formación nacional. En realidad, se trata de una nación con la voluntad de ser civilizada al estilo europeo, tanto moral como racialmente. Así mismo, esta idea significaba construir un discurso de identidad en torno a la diferencia. En otras palabras, la identidad nacional estaba en ser diferente a los tipos raciales que no eran apropiados para la nación. Del mismo modo, el discurso federalista que se defendía en el momento se relacionaba con esta idea de la diversidad de la nación porque como las unidades territoriales que componían la nación eran habitadas por razas tan diferentes debían tener sus propias formas institucionales para controlarla.
Es importante pensar que esta forma de representación estaba cargada de otros intereses políticos. Imaginar que la nación está gobernada por una democracia racial, donde todas las razas tienen cabida y lugar, funciona desde la idea de una nación mestiza. Precisamente, el discurso de una nación mestiza fue construido para los proyectos de la intelectualidad criolla a principios del siglo XIX. Entre los objetivos de este discurso está la exclusión de las voces de otras poblaciones mayoritarias como las etnias negras e indígenas. Esto tiene relación con la imagen presente en el trabajo de la Comisión donde la forma de unificar a la nación está en la ciudadanía. Es decir, una población diversa en todos los aspectos, pero con la ciudadanía como rasgo común. Sin embargo, esta ciudadanía no podía ser para todos, la pregunta estaba en cómo convertir al pueblo en ciudadanos de una nación y en esta visión de la ciudadanía los negros e indígenas no tenían cabida por sus costumbres bárbaras. La ilustración y la civilización, en términos europeos, eran la precondición para la ciudadanía. De manera que el discurso de la diversidad que se presenta en la Comisión entre más trata de incluir solo logra excluir a las poblaciones populares (como negros e indígenas) de sus aspiraciones ciudadanas. Esto llevaría al choque del proyecto de nación de las élites con el de los grupos populares.

## Viajes de la Comisión

Mapa que muestra los 10 viajes de la Comisión Corográfica (1851-1859), de la cual Agustín Codazzi asumió la dirección.

### Primera expedición (1850)
El 1 de enero de 1850 se iniciaron los trabajos y estudios de la Comisión Corográfica. El primer camino que tomaron los integrantes de la comisión fue la denominada "ruta chibcha", que los llevó a las provincias de Vélez, Socorro, Soto, Ocaña, Santander y Pamplona. Recorrieron así gran parte de la cordillera Oriental.

### Segunda expedición (1851)
Los miembros de la comisión siguieron en dirección nordeste, completando los mapas de las provincias de Socorro, Soto, Tundama, Tunja, Vélez, Ocaña, Pamplona y Santander.

### Tercera expedición (1852)
Este viaje se dirigió al noroeste, recorriendo las provincias de Mariquita, Medellín, Córdova, Antioquia y Cauca. Además se investigó la posibilidad de hacer navegable el río Cauca.

### Cuarta expedición (principios de 1853)
El objetivo de este viaje era completar el mapa de la parte baja del río Magdalena. En el viaje de regreso se exploró el valle del río Patía y se visitaron las provincias de Túquerres, Pasto, Popayán y el valle del río Cauca.

### Quinta expedición (finales de 1853)
Los integrantes visitaron la Provincia del Chocó, en la cual se estudió la posibilidad de generar un canal de comunicación entre los océanos Atlántico y Pacífico a través del río Atrato.

### Sexta expedición (1855)
Se realizó el levantamiento del mapa de la parte baja del río Bogotá.

### Séptima expedición (1856)
Las investigaciones de la comisión se dirigieron al oriente de Bogotá, es decir las provincias de Cundinamarca y Casanare, y el Territorio de San Martín. También se levantó el mapa de gran parte del curso del río Meta.

### Octava expedición (1857)
Durante esta expedición se estudiaron las cabeceras del río Magdalena y se describieron las riquezas arqueológicas de la cultura San Agustín.

### Novena expedición (principios de 1858)
Se ocupó del trazado del camino entre Facatativá y Beltrán.

### Décima expedición (finales de 1858)
Se siguió rumbo norte hacia las provincias de Santa Marta, Riohacha y Cartagena. Codazzi murió en la aldea del Espíritu Santo el 7 de febrero de 1859.